# Маседу, Аугушту
Аугушту Маседу (1902 или 1904 — 17 января 1997, Лиссабон) — португальский таксист, известный своим эксцентричным поведением. Его называют наиболее долго работавшим из известных мировых таксистов.
Маседо родился в 1902 или 1904 году в небольшой деревне в центральной части страны. В 1916 году он переехал в Лиссабон и на протяжении двенадцати лет работал в пекарне вместе со старшим братом. В 1928 году он на взятые в кредит деньги купил машину и стал таксистом, проработав до 1996 года, почти семьдесят лет, при этом всё это время работая на одном и том же автомобиле, Oldsmobile F-28 Convertible, выпущенном в середине 1920-х годов, отвергнув предложение сменить машину в 1960-х годах, поступившее к нему как к уже известному человеку от компании General Motors, и умудряясь на протяжении всех этих десятилетий доставать запчасти для самостоятельного ремонта машины. Маседу работал в Лиссабоне до середины 1990-х годов, став известным не только благодаря своему старинному автомобилю, но и благодаря весёлому характеру и знанию бесчисленных анекдотов и историй, которыми он развлекал своих пассажиров.
Среди пассажиров Маседу было несколько португальских и зарубежных знаменитостей, в том числе Фернанду Пессоа, Пабло Пикассо, немецкий фотограф Леонора Мау и писатель Вержилиу Феррейра. В последние десятилетия XX века он стал популярным среди многочисленных туристов, специально приезжавших в Лиссабон, чтобы его увидеть, а в самой Португалии назывался символом такси и таксиста прежней эпохи.
Немецкий режиссёр Вольф Гаудлитц в 1996 году снял документальный фильм Táxi Lisboa, в котором описал жизнь и быт лиссабонского оригинала. В том же году Аугусто Маседо в возрасте, вероятно, 93 лет перестал водить такси по состоянию здоровья и умер 17 января 1997 года, в день премьеры фильма, в Лиссабоне.
В Лиссабоне в его честь названа улица, а его автомобиль выставлен в одном из городских музеев.